# Igor Michailowitsch Pawlow
Igor Michailowitsch Pawlow (russisch Игорь Михайлович Павлов; * 10. Junijul. / 23. Juni 1900greg. im Sulin-Werk in der Donkosaken-Oblast; † 19. Oktober 1985 in Moskau) war ein russischer Metallurg, Metallkundler und Hochschullehrer.

## Leben
Pawlow, Sohn des Metallurgen Michail Alexandrowitsch Pawlow, studierte am Petrograder Polytechnischen Institut mit Abschluss 1923. Darauf arbeitete er in verschiedenen Hüttenwerken (bis 1933). Daneben lehrte er ab 1926 am nun Leningrader Polytechnischen Institut mit Ernennung zum Professor 1939. Mit seinen Arbeiten lieferte er bedeutende Beiträge zur Guss-Verfahrenstechnik und zur Theorie der Umformung der Metalle und speziell des Walzens.
Ab 1943 lehrte Pawlow am Moskauer Stahlinstitut (MISiS entsprechend Moskauer Institut für Stahl benannt nach Stalin, dann Moskauer Institut für Stahl und Legierungen (russ. Splawy)). 1946 wurde er Korrespondierendes Mitglied der Akademie der Wissenschaften der UdSSR (AN-SSSR). 1953 übernahm er im Moskauer Baikow-Institut für Metallurgie der AN-SSSR die Leitung der Abteilung für Plastische Verformung der Metalle. Dort lieferte er weitere wichtige Beiträge zur Theorie der Umformung.
Pawlow wurde auf dem Moskauer Wwedenskoje-Friedhof begraben.

## Ehrungen
- Leninpreis (1966)
- Leninorden (1953)
- Orden des Roten Banners der Arbeit (1945, 1970, 1975)
- Orden der Völkerfreundschaft (1980)